# Electrificación ferroviaria en España
La electrificación ferroviaria empezó en España en la línea Linares-Almería, en el tramo entre Gérgal y Santa Fe de Mondújar. El primer tramo que tuvo electrificación a 3 kVcc, que es la tensión a la que ahora está electrificada la mayoría de las líneas de la península, fue la línea Venta de Baños-Gijón concretamente en la rampa de Pajares, tramo Ujo-Busdongo en 1924, como medio de aumentar la capacidad de transporte de la rampa. Desde entonces se han electrificado muchas líneas. En lo que sigue se dan datos (por el momento incompletos) de este proceso.
| Línea                                         | Tramo                                                           | Año       | Tipo             | Longitud (km) | Ancho de vía | Notas                                |
| --------------------------------------------- | --------------------------------------------------------------- | --------- | ---------------- | ------------- | ------------ | ------------------------------------ |
| 410 Linares-Almería                           | Gérgal-Santa Fe de Mondújar                                     | 1911      | 5 kVca trifásica | 20            | ibérico      | Sin electrificación desde 1964       |
|                                               | Línea de Valencia al Grao de Valencia y de Valencia a Almâssera | 1916      | 600 v            |               | métrico      |                                      |
|                                               | Línea de Valencia a Bétera                                      | 1923      | 600 v            |               | métrico      |                                      |
| 116 Ferrocarril eléctrico del Guadarrama      | Cercedilla-Guadarrama                                           | 1923      | 1,5 kVcc         |               | métrico      |                                      |
|                                               | Línea de Valencia a Liria                                       | 1924      | 600 v            |               | métrico      |                                      |
| 130 Línea Venta de Baños-Gijón                | Ujo-Busdongo                                                    | 1924      | 3 kVcc           | 62            | ibérico      |                                      |
| Ferrocarril del Urola                         | Zumárraga - Zumaya                                              | 1925      | 1,5 kVcc         | 34,4          | métrico      | Cerrado en 1988                      |
| 200 Madrid-Barcelona                          | Barcelona-Manresa                                               | 1927      | 1,5 kVcc 3 kVcc  | 64            | ibérico      |                                      |
| 100 Madrid-Hendaya                            | Alsasua-Hendaya                                                 | 1929 1983 | 1,5 kVcc 3 kVcc  | 106           | ibérico      |                                      |
| 222 Barcelona-Puigcerdá                       | Manresa-S.Juan de las Abadesas                                  | 1928      | 1,5 kVcc 3 kVcc  | 42            | ibérico      |                                      |
| 100 Madrid-Hendaya                            | Madrid-El Escorial                                              | 1943 1972 | 1,5 kVcc 3 kVcc  | 51            | ibérico      |                                      |
| 100 Madrid-Hendaya                            | El Escorial-Ávila                                               | 1944 1972 | 1,5 kVcc 3 kVcc  | 63            | ibérico      |                                      |
| 110 Villalba-Segovia-Medina del Campo         | Villalba-Cercedilla                                             | 1944 1972 | 1,5 kVcc 3 kVcc  | 19,7          | ibérico      |                                      |
| 700 Bilbao-Miranda de Ebro-Castejón           | Miranda de Ebro-Bilbao                                          | 1956 1984 | 1,5 kVcc 3 kVcc  |               | ibérico      |                                      |
| 110 Villalba-Segovia-Medina del Campo         | Cercedilla-Segovia                                              | 1946 1972 | 1,5 kVcc 3 kVcc  | 43            | ibérico      |                                      |
| 110 Villalba-Segovia-Medina del Campo         | Segovia-Hontanares                                              | 1947 1972 | 1,5 kVcc 3 kVcc  | 13,2          | ibérico      | Tramo cerrado en 2007                |
| 160 Palencia-Santander                        | Alar del Rey-Santander                                          | 1954      | 3 kVca           |               | ibérico      |                                      |
| 130 Venta de Baños-Gijón                      | Ujo-Gijón                                                       | 1955      | 3 kVcc           |               | ibérico      |                                      |
| 130 Venta de Baños-Gijón                      | León-Busdongo                                                   | 1955      | 3 kVcc           | 56            | ibérico      |                                      |
| 200 Madrid-Barcelona                          | Barcelona-Tarragona                                             | 1956      | 3 kVcc           |               | ibérico      |                                      |
| 100 Madrid-Hendaya                            | Ávila-Valladolid                                                |           | 3 kVcc           |               | ibérico      |                                      |
| 100 Madrid-Hendaya                            | Valladolid-Burgos                                               |           | 3 kVcc           |               | ibérico      |                                      |
| 400 Alcázar de San Juan-Cádiz                 | Alcázar de San Juan - Córdoba                                   | 1963      | 3 kVcc           |               | ibérico      |                                      |
| 116 Ferrocarril eléctrico del Guadarrama /    | Guadarrama-Cotos                                                | 1964      | 1,5 kVcc         |               | métrico      |                                      |
| 110 Villalba-Segovia-Medina del Campo         | Hontanares-Medina                                               | 1966 1972 | 1,5 kVcc 3 kVcc  | 79,1          | ibérico      | Tramo cerrado en 2007                |
| 220 Barcelona-Manresa-Cervera-Lérida-Zaragoza | Lérida-Manresa                                                  | 1974 1981 | 3 kVcc           | 118,1         | ibérico      |                                      |
| 200 Madrid-Barcelona                          | Atocha-Guadalajara                                              | 1975      | 3 kVcc           | 58            | ibérico      |                                      |
| 400 Alcázar de San Juan-Cádiz                 | Córdoba - Sevilla                                               | 1975      | 3 kVcc           | 130           | ibérico      |                                      |
| 700 Bilbao-Casetas                            | Miranda de Ebro-Castejón                                        | 1976      | 3 kVcc           |               | ibérico      |                                      |
| 700 Bilbao-Casetas                            | Castejón-Casetas                                                | 1976      | 3 kVcc           |               | ibérico      |                                      |
| 200 Madrid-Barcelona                          | Guadalajara-Torralba                                            | 1979      | 3 kVcc           |               | ibérico      |                                      |
| 410 Linares-Almería                           | Almería-Huéneja-Dólar                                           | 198?      | 3 kVcc           | 80            | ibérico      |                                      |
| 010 NAFA                                      | Madrid - Sevilla                                                | 1992      | 25 kVca          | 470           | UIC          |                                      |
| 050 LAV Madrid-Barcelona                      | Madrid - Lérida                                                 | 2003      | 25 kVca          |               | UIC          |                                      |
| 020 LAV La Sagra-Toledo                       | La Sagra-Toledo                                                 | 2005      | 25 kVca          | 21            | UIC          |                                      |
| 810 Vigo Monforte de Lemos                    | Orense-Monforte de Lemos                                        | - 2021    | 3 kVcc 25 kVca   | 36            | ibérico      |                                      |
| 050 LAV Madrid-Barcelona                      | Lérida-Tarragona                                                | 2006      | 25 kVca          |               | UIC          |                                      |
| 080 LAV Madrid-Valladolid                     | Madrid - Valladolid                                             | 2007      | 25 kVca          | 179           | UIC          |                                      |
| 050 LAV Madrid-Barcelona                      | Tarragona-Barcelona                                             | 2008      | 25 kVca          |               | UIC          |                                      |
| 030 LAV Córdoba-Málaga                        | Almodóvar del Río-Málaga                                        | 2008      | 25 kVca          | 155           | UIC          |                                      |
| Eje Atlántico                                 | Santiago de Compostela-La Coruña                                | 2011      | 25 kVca          | 65            | ibérico      | Cambiará a UIC                       |
| 082 LAV Olmedo-Galicia                        | Orense-Santiago de Compostela                                   | 2011      | 25 kVca          | 88            | ibérico      | Cambiará a UIC                       |
| 080 LAV Valladolid-Burgos                     | Valladolid-Venta de Baños                                       | 2015      | 25 kVca          | 38            | UIC          |                                      |
| 084 LAV Valladolid-León                       | Venta de Baños-León                                             | 2015      | 25 kVca          | 128           | UIC          |                                      |
| 824 Eje Atlántico                             | Vigo-Santiago de Compostela                                     | 2015      | 25 kVca          | 102,6         | ibérico      | Cambiará a UIC                       |
| 082 LAV Olmedo-Galicia                        | Olmedo-Zamora                                                   | 2015      | 25 kVca          | 98,5          | UIC          |                                      |
| 120 Medina del Campo-Vilar Formoso            | Medina del Campo-Salamanca                                      | 2015      | 25 kVca          | 77            | ibérico      |                                      |
| 036 LAV Antequera-Granada                     | Antequera-Granada                                               | 2019      | 25 kVca          | 125,7         | UIC          |                                      |
| 082 LAV Olmedo-Galicia                        | Zamora-Pedralba                                                 | 2020      | 25 kVca          | 107           | UIC          |                                      |
| 610 Zaragoza-Sagunto                          | Zaragoza-Teruel                                                 | 2020      | 25 kVca          |               | ibérico      | próxima inauguración                 |
| 082 LAV Olmedo-Galicia                        | Pedralba-Orense                                                 |           | 25 kVca          | 128           | UIC          | Prevista su inauguración en dic 2021 |
| 800 León-Coruña                               | Monforte de Lemos-Lugo                                          | 2021      | 25 kVca          | 73            | ibérico      | Licitación                           |